# Rete filoviaria di Cagliari
La rete filoviaria di Cagliari è composta di 3 linee, che servono la città e i comuni limitrofi.

## Storia

### L'esordio
| Urban head station |

| Urban stop on track |

| Urban stop on track |

| Urban stop on track |

| Urban stop on track |

| Urban stop on track |

| Urban stop on track |

| Urban stop on track |

| Urban stop on track |

| Urban stop on track |

| Urban stop on track |

| Urban stop on track |

| Urban End station |

La prima linea filoviaria in città, la linea 5, venne attivata il 22 dicembre 1952; erede della linea autobus AB della Società Tramvie della Sardegna (STS), che fin dal 1950 collegava la periferia nord-ovest di Cagliari (piazza Trento, poi prolungata fino a piazza d'Armi) alla zona di piazza Repubblica (sede del Palazzo di Giustizia) di recente edificazione. La nuova linea, divenuta filoviaria, prolungò dunque il suo percorso passando da via Pessina e via della Pineta, fino allo stadio Amsicora. A questa si aggiunse dopo poche settimane la linea 7, che faceva capolinea di fronte alla stazione di Cagliari di piazza Matteotti e raggiungeva via La Vega passando per via Manno e il Terrapieno; dal 3 ottobre 1960 fu allungata fino al mercato civico di San Benedetto e il quartiere di via Dante, che all'epoca era una zona di recentissima urbanizzazione.
Dal 30 luglio 1956, con la riapertura al traffico di via Fiume, nel quartiere di Stampace, dopo lavori di consolidamento del costone roccioso sopra la fossa di San Guglielmo, la rete filoviaria dal centro urbano si espanse verso sud: anche la preesistente linea 6 divenne filoviaria, partendo dalla centralissima piazza Palazzo e, scendendo per via Roma e transitando avanti alla Basilica di Bonaria, arrivando al Borgo Sant'Elia.
Dal 31 ottobre 1957 un'ulteriore estensione a sud portò all'attivazione della linea 10 che, partendo dalla stazione in piazza Matteotti (dal 1º giugno 1958 il capolinea fu spostato in piazza Yenne), seguiva un percorso simile a quello della linea 6, ma a San Bartolomeo proseguiva dritta fino a Calamosca.
Il 18 marzo 1962, con la progressiva dismissione della rete tramviaria nel tratto da Monserrato a Quartu — a binario unico lato strada fin dal 1893 (eccetto i capolinea di Selargius e di Quartu Sant'Elena) e mai raddoppiata — iniziarono le corse (dopo alcuni mesi di prova) di una nuova linea filoviaria — la prima extraurbana per la rete — che dalla stazione passando per via Roma, via Dante, piazza Repubblica e via San Benedetto, raggiungesse i centri abitati di Selargius, Quartucciu (allora frazione di Cagliari) e Quartu fino a piazza Sant'Elena, passando dal viale Marconi (allora parte della strada statale 125 Orientale Sarda): era la linea C Rosso, fino a quel periodo in esercizio con autobus, poi prolungata nel 1964 fino a piazza IV Novembre.
Il 24 maggio 1962, con la presentazione dei nuovi 25 filobus recentemente acquistati dall'azienda, furono annunciate due nuove linee filoviarie di imminente attivazione: la linea 11 (fu inaugurata il 16 luglio di quell'anno), che faceva capolinea al crocicchio di Sant'Avendrace (l'attuale piazza Trento) e, attraversando la città passando per via Nazario Sauro, viale Trieste, via Maddalena, via Roma, viale Regina Margherita e via Garibaldi, giungeva in via Palestrina all'altezza di via Rossini, collegando così un'altra zona di recente urbanizzazione, il settore di largo Gennari; e infine la linea 12, che però (nonostante fosse stato installato il bifilare lungo tutta via Dante) non fu mai operativa a causa della definitiva conversione da automobilistiche a filoviarie delle preesistenti linee C Rosso e C Nero (che da via Roma fino a piazza San Benedetto ne ricalcavano in toto il percorso).

### La massima espansione

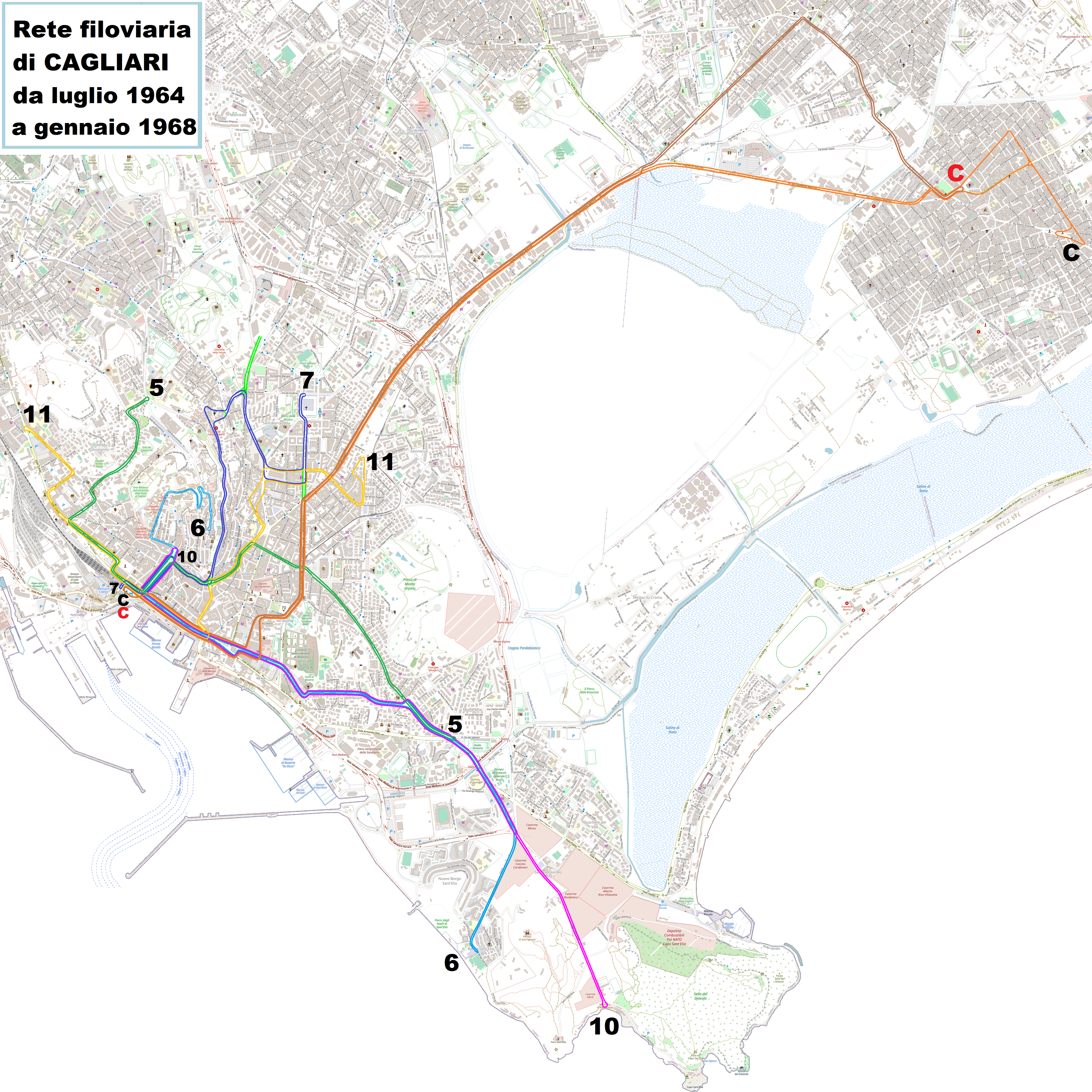
La rete filoviaria di Cagliari nel 1968

Dopo che nel 1963 venne chiuso e poi smantellato il tratto della tranvia extraurbana (sempre gestita dalla STS così come la rete filoviaria stessa) che collegava Monserrato a Selargius (quello da Selargius a Quartu Sant'Elena era già chiuso dal novembre 1961) e fu sostituito dalla linea autobus QS (tuttora esistente, in varie declinazioni), e dopo che Quartu ormai da un anno era servita dalla lunghissima linea filoviaria extraurbana C Rosso, partendo da Cagliari e passando per Selargius e Quartucciu, dal 7 marzo 1964 fu elettrificata anche la linea diretta C Nero che, a differenza della precedente, giungeva dritta a Quartu attraversando la città e giungendo dapprima fino a via Sicilia e poi, raggiungendo il capolinea del C rosso, dal 22 giugno 1969 fino a piazza IV Novembre. La particolarità tecnica della linea C Nero stava nella presenza del bifilare unico (probabilmente per insufficienti risorse finanziarie necessarie per la posa del doppio bifilare, o per la fretta di inaugurare tale tratta) in via Merello a Quartu, percorso a doppio senso di marcia da e verso il capolinea con inversione di polarità e — vista la ristrettezza della carreggiata (in cui vigeva il divieto di sosta e di fermata su ambo i lati) — con non poche difficoltà nell'incrocio fra due filobus sullo stesso tratto di strada: in tal caso, i mezzi diretti verso il capolinea di piazza IV Novembre e via Fiume abbassavano le aste per dare la precedenza ai veicoli diretti verso Cagliari.
La rete filoviaria di Cagliari a questo punto aveva raggiunto la sua massima espansione.

Un Fiat 2405 Casaro Tubocar (serie 551-561), sulla linea 10, davanti al Santuario di Nostra Signora di Bonaria (1959)

### Il declino
Le prime soppressioni nella rete filoviaria iniziarono dal gennaio 1968, quando la linea 11 modificò la parte centrale del suo percorso, dismettendo il tratto di viale Regina Margherita in favore di via Manno e del largo Carlo Felice, e il 13 luglio dello stesso anno (alla cessazione del servizio tramviario sulla linea 1) con l'arretramento del suo capolinea ovest da piazza Trento alla stazione in piazza Matteotti (in comune con la linea filoviaria 7) con la conseguente dismissione dei bifilari che da metà viale Trieste giungevano in viale Trento passando per via Nazario Sauro.
A dicembre 1968, a undici anni dalla sua istituzione, anche la linea 10 fu interessata da una riduzione di percorso, dovuta alla caduta di alberi nel viale Calamosca sul bifilare: fu dismesso il tratto che da San Bartolomeo giungeva a Calamosca, pertanto il capolinea est fu arretrato allo stadio Amsicora (in comune con la linea filoviaria 5).
L'11 maggio 1969, con lo scopo di eliminare il capolinea filoviario in Piazza Yenne e velocizzare il traffico da Largo Carlo Felice in direzione Castello, la linea 11 fu interamente accorpata dalla linea 6: quest'ultima cedette il tratto che da piazza Yenne saliva in piazza Palazzo (passando per via Azuni, via Ospedale, via Porcell, via Fiume, Buoncammino e piazza Indipendenza) alla linea 10 che venne così conseguentemente allungata (nonostante dall'11 novembre 1969, a causa dell'istituzione del senso unico in via Martini direzione Buoncammino, abbia dovuto arretrare il capolinea a piazza Indipendenza con la dismissione della tratta via Martini–piazza Palazzo).
Tuttavia l'8 novembre 1971, a causa della demolizione di due edifici pericolanti tra via Fiume e via Porcell, la linea 10 sospese il servizio filoviario, con conseguente dismissione dei bifilari in Castello.
Con la chiusura al traffico della breve e larga strada che costeggiava ad ovest piazza Giovanni XXIII, fra la chiesa di San Paolo e gli edifici delle scuole, nella primavera del 1969 fu inoltre arretrato di 200 metri il capolinea nord della linea 7, che venne posizionato nello slargo fra via Efisio Cao di San Marco, via Sant'Alenixedda e piazza Giovanni XXIII.
Restarono così attive, per altri cinque anni, le linee 5, 6, 7, C rosso e C nero.
In quei primi anni 1970, con la dismissione di numerose reti nelle varie città italiane e il conseguente mancato ordinativo di nuove vetture filoviarie verso i costruttori nazionali (che fino alla fine del decennio smisero di produrre tali tipologie di veicoli), le aziende di trasporto pubblico puntarono progressivamente sull'impiego di autobus, allora ritenuti più flessibili rispetto a un sistema vincolato da impianti fissi: anche Cagliari, in quel periodo, seguì tale percorso che, a posteriori, inficierà su mancati adeguementi infrastrutturali della rete a sopraggiunti interventi di opere urbanistiche e alla conseguente cessazione del servizio filoviario su alcune linee. A partire dai primi mesi del 1972, nelle giornate di domenica e festive, le linee filoviarie (e la linea tranviaria del Poetto) vennero espletate con autobus, nella fattispecie la C rosso, considerato che la C nero era sempre stato una linea feriale, o sostituite da linee autobus che accorpavano più linee; la 5 veniva sostituita dalla 5/11/12 e le linee 6 e 7 dalla 6/7.
A far data dal 27 novembre 1972 le linee C Nero e C Rosso abbandonarono il bifilare attorno ai giardinetti di piazza Matteotti, facendo capolinea davanti alla Stazione.
Nel settembre 1974, a seguito dei lavori per la costruzione del nuovo Ponte Vittorio, venne interrotto definitivamente il servizio filoviario sulla linea 6, mentre dal 7 marzo 1977 anche la linea filoviaria 7, venendo accorpata con la stessa linea 6 e la piccola linea 2 (in servizio all'epoca da piazza Giovanni XXIII a Genneruxi), diventò automobilistica e prese la numerazione 2/6/7.
Dal 19 novembre 1978, con l'istituzione del senso unico nella via Maddalena (direzione piazza del Carmine) e nei tratti iniziali di via Roma (direzione stazione) e viale Trieste (direzione Sant'Avendrace) la linea 5 proveniente da via Pola con direzione Stazione, con conseguente posa del relativo bifilare, fu deviata direttamente nella via Roma senza transitare (restando invariato, tuttavia, il percorso in direzione opposta) nel tratto iniziale di viale Trieste e via Maddalena.
Alla fine degli anni settanta restavano in servizio solo tre linee filoviarie: la 5, rimasto immutato nel suo percorso fin dal 1952, e le due linee per Quartu, e nonostante le prove effettuate coi filobus sulla linea 2/6/7 nel 1986, nessuna delle linee in precedenza filoviarie venne più ripristinata. A far data dall'11 febbraio 1980 a Cagliari venne ripristinato il capolinea delle linee filoviarie C Nero e C Rosso ai giardinetti di piazza Matteotti; a Quartu Sant'Elena la linea C Nero venne di nuovo prolungata fino a piazza IV Novembre (era attestata a via Sicilia dalla seconda metà del 1977) e la linea C Rosso venne limitata a piazza Sant'Elena.
Le linee C Rosso e C Nero invece, con la dismissione del transito filoviario nelle strette vie Nuoro, Barone Rossi e Goceano, guadagnarono la più larga viale Cimitero dal 7 novembre 1982. Contestualmente, per garantire l'impiego dei filobus sulle linee extraurbane anche nelle occasioni di blocco al traffico in via Roma e/o in piazza Matteotti, venne posato un anello di inversione di marcia alla fine di viale Cimitero, tuttora presente, che consentì ai mezzi provenienti da via Dante — con capolinea provvisorio prospiciente il citato viale — di riprendere il percorso nuovamente in direzione via Dante.
Dal 1981 al 1984, durante la prima fase della riqualificazione del centro storico cittadino, l'ACT (dopo aver smantellato pali e linea aerea fra San Bartolomeo e Calamosca qualche anno prima) cominciò a più riprese l'opera di rimozione dei tratti della filovia non più in uso: si iniziò, a 10 anni dalla cessazione della linea 10 filoviaria, con l'eliminazione dei bifilari che da via Azuni salivano fino a piazza Indipendenza. Rimase, per alcuni anni, l'anello di inversione interno di piazza Yenne, già capolinea della linea 10 dal giugno 1958 a maggio 1969 e saltuariamente impiegato dalle linee C Rosso e C Nero in caso di inagibilità del capolinea in piazza Matteotti. Nel 1983, con la posa di un bifilare di servizio in via Baccaredda direzione via Garibaldi (per facilitare l'entrata in servizio dei mezzi sulla linea 5) fu rimossa — a 8 anni dalla cessazione della linea 6 filoviaria — la linea aerea nelle vie Bosa, Tempio, Macomer, e Ozieri.
Dal 26 luglio 1988, con l'istituzione del senso unico di marcia in via Dante da piazza San Benedetto a piazza Giovanni XXIII, fu dismesso, ma non smantellato, il tratto nella parte finale nella stessa, che con la cessazione del servizio filoviario sulla linea 7 veniva impiegato come percorso alternativo per il rientro in deposito delle vetture filoviarie, oltre che per la scuola guida dei futuri conducenti per il conseguimento della patente filoviaria. Fu dunque installato uno scambio che da via Petrarca consente la svolta a destra in via San Benedetto per l'entrata in servizio dei mezzi, e fu scollegato dalla rete il bifilare che proseguiva in via Pergolesi fino al vecchio capolinea — dell'11 prima e del 6 poi — di via Palestrina.
Dal 16 maggio 1989, con l'inizio dei lavori di restauro della Piazza Yenne - e definitiva chiusura al traffico del suo lato interno - fu dismesso ed eliminato l'anello di inversione verso il largo Carlo Felice, sostituito pochi metri prima da uno scambio all'altezza della statua di Carlo Felice che andava a congiungersi col bifilare proveniente in discesa da via Manno.
Il 9 dicembre dello stesso anno, a 37 anni esatti dalla sua attivazione, la linea 5 subì una modifica radicale nella parte centrale del suo percorso: i filobus giunti in via Roma lato piazza Matteotti proseguono nella stessa via (lato portici) per poi svoltare in via Stazione Vecchia, proseguire in via Milano (dove fino al 1976 transitava la linea 6) per poi riprendere il percorso originario in via della Pineta fino allo Stadio Amsicora. Di conseguenza, il tratto che proseguiva da via della Pineta verso le vie Pessina, Alghero, Garibaldi, Manno, fino al largo Carlo Felice, fu dismesso dal traffico di linea e impiegato saltuariamente come percorso di servizio da e per il deposito. Pochi mesi dopo venne soppresso anche il servizio filoviario sulla linea 5, che accorpando la linea 12 (congiungente Is Mirrionis con piazza d'Armi) divenne la linea autobus 5/12.
Dal 12 marzo 1990, con la posa di un nuovo tratto di bifilare in Via Istria e Via San Lussorio, per effetto del nuovo senso unico di marcia in Via Manin da Piazza Maria Vergine Assunta a Via Cesare Battisti - e conseguente eliminazione della corsia preferenziale in senso opposto - la linea C rosso in uscita da Selargius verso Quartucciu fu deviata su questa direttrice.
Dal 22 dicembre 1993, con l'istituzione a Quartu delle due circolari interne gestite da piccoli autobus — fortemente pretese dall'allora sindaco Graziano Milia al suo primo mandato (il Comune di Quartu Sant'Elena, infatti, è azionista dell'allora ACT per il 7,5%) — le linee filoviarie C Rosso e C Nero diventarono circolari e rispettivamente presero il nome CD (Circolare Destra) e CS (Circolare Sinistra), subendo un ridimensionamento a Quartu con l'arretramento dei capolinea in via Brigata Sassari (dopo aver percorso l'anello di inversione di marcia in piazza Sant'Elena, già capolinea della precedente linea C Rosso), per effetto della dismissione del tratto filoviario terminale di quest'ultima fino a piazza IV Novembre.
I due percorsi vennero così modificati: la CD, partendo dal solito capolinea di piazza Matteotti a Cagliari, giungeva a Quartu in via Brigata Sassari (passando da Selargius e Quartucciu), poi svoltava a sinistra in piazza Azuni fino a piazza Sant'Elena come la C Rosso, ma anziché effettuarvi sosta ritornava in via Brigata Sassari ove vi era stato trasferito il capolinea, per poi svoltare a sinistra in via Cagliari e proseguire diretta fino al capoluogo. La CS da piazza Matteotti proseguiva direttamente a Quartu come la C Nero, ma giunta in piazza Sant'Elena, anziché procedere in viale Marconi e via Merello fino a piazza IV Novembre, invertiva la marcia per fare capolinea in via Brigata Sassari e proseguire la corsa di ritorno passando da Quartucciu e Selargius, fino a Cagliari.
In questa fase, pur restando numerosi tratti di bifilare utilizzati come percorsi di servizio, con sole due linee in funzione si ha la minore estensione della rete filoviaria attiva.

### Il recupero

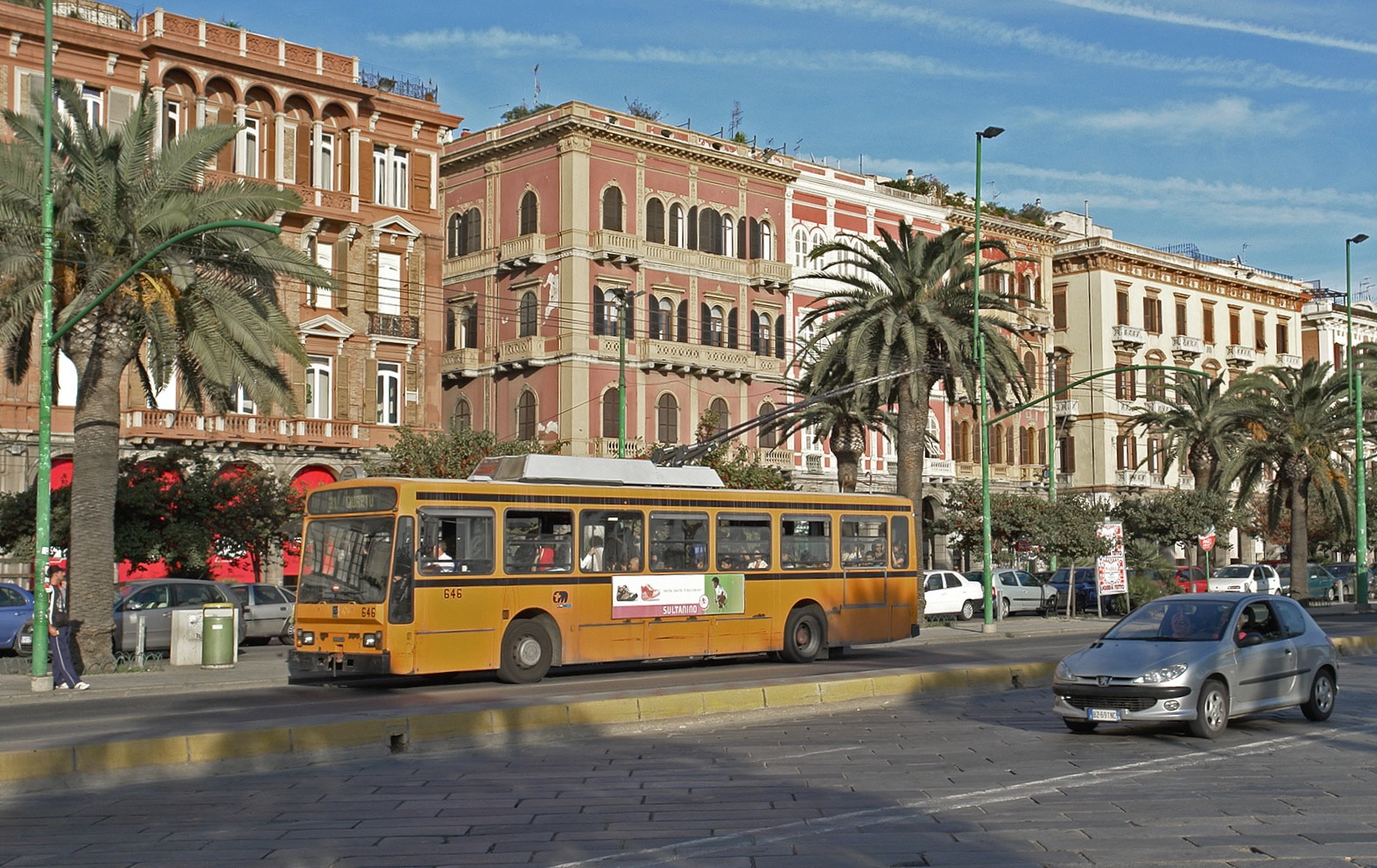
Un filobus Iveco Socimi 8845 in via Roma

Dal 16 novembre 1998 partì un profondo piano di razionalizzazione ed estensione delle linee automobilistiche e filoviarie dell'intera rete. Con la gestione della nuova azienda CTM (sorta due anni prima come evoluzione della vecchia ACT), se da una parte purtroppo si proseguì in varie fasi alla rimozione di scambi e tratti di bifilare non più utilizzati sulle linee, dall'altra ci fu il ritorno dei filobus su una linea urbana e una modifica nella denominazione — prima alfabetica poi numerica — delle due circolari esterne. Venne ripristinata la linea 5 filoviaria con percorso uguale (tranne la discesa da viale Merello in via Pola, sostituita dalla variante via De Magistris–via Nazario Sauro) a quello in vigore per pochi mesi nel 1990, sempre con capolinea in piazza d'Armi e allo Stadio Amsicora (dall'agosto 1999 estesa fino a San Bartolomeo, su un tratto di nuova costruzione). Tali lavori di recupero hanno portato alla dismissione definitiva della tratta — ormai usata per il solo servizio da/per il deposito — da via della Pineta verso le vie Pessina, Alghero, Garibaldi, Manno, fino al Largo Carlo Felice. Venne smantellato il vecchio capolinea filoviario di fronte alla stazione — che fu usato fino ad oltre vent'anni prima dalle linee 7 e 10 — e nel 1999 furono rimossi il breve tratto (ex linee 6 e 10, provenienti dallo Stadio Amsicora) che da via della Pineta consentiva la svolta a sinistra in via Milano passando per piazza Cambosu, il bifilare (ex linea 5 e 11) che da viale Trieste proseguiva in piazza del Carmine e svoltando a destra in via Maddalena si ricongiungeva in via Roma (da tempo scollegato dalla rete), nonché la linea aerea nel largo Carlo Felice, comportando la dismissione definitiva del percorso da piazza Costituzione a via Manno. Le circolari esterne CD e CS, per differenziarle nominalmente dalle circolari automobilistiche interne di Quartu (inaugurate 5 anni prima e che presero i numeri 40 e 41), vennero ribattezzate rispettivamente 30 e 31, con una modifica di percorso a Quartu dovuta all'eliminazione delle corsie preferenziali "contromano" nelle vie Cagliari, Brigata Sassari, e piazza Azuni, con conseguente istituzione dei definitivi sensi unici: per la linea 30, i filobus in arrivo da Quartucciu fino a via Brigata Sassari, anziché proseguire dritti fino a piazza Sant'Elena, svoltano a destra in via Cagliari e poi di nuovo a destra in viale Marconi proseguendo verso Cagliari. La 31 in arrivo da viale Marconi, anziché svoltare a sinistra in via Cagliari e a destra in via Brigata Sassari per giungere all'anello di inversione in piazza Sant'Elena, prosegue dritta fin quasi a piazza Azuni su un nuovo bifilare che consente la svolta a sinistra in via Brigata Sassari per poi proseguire verso Quartucciu. Con la dismissione dell'anello di inversione in piazza Sant'Elena, il centro storico di Quartu viene ancor più isolato dalle linee extraurbane di prima fascia.
Dal 1º gennaio 2000 fu abbandonato il transito filoviario in via Roma lato portici e fu deviato su una nuova doppia corsia preferenziale ricavata nella parte centrale della carreggiata lato porto (in pratica, la stessa dov'erano presenti i binari tramviari dal 1949 al 1973).
Il 2 ottobre 2002 fu estesa la linea 5: venne costruito un grande anello nella parte nordoccidentale della città, portando il filobus nel quartiere di San Michele.
Nella primavera 2003 vennero smantellati i numerosi scambi e incroci filoviari in piazza Costituzione (retaggio delle vecchie linee urbane, isolando i bifilari rimasti in via Garibaldi e in via Manno), in via Garibaldi (isolando i bifilari in arrivo da via Alghero) e quelli che consentivano la svolta da via Baccaredda a via Romagna e viceversa (retaggio della vecchia linea 7).
Fra il 2003 e il 2004, a causa dei lavori in viale Marconi per la costruzione degli svincoli all'incrocio con Selargius, Monserrato e Quartu, venne provvisoriamente sospeso l'esercizio filoviario sulla linea 30 (e quindi l'intera tratta filoviaria di Selargius e Quartucciu), che in quel periodo fu gestita dunque da autobus, mentre rimase in regolare esercizio (grazie a una bretella provvisoria) la linea 31, che per un anno tornò ad essere diretta da Cagliari a Quartu (com'era la C Nero fino al 1993) sempre con capolinea in via Brigata Sassari. Le circolari 30 e 31 tornarono ai loro regolari percorsi, e servite dai filobus, da ottobre 2004 col completamento dei lavori.
Nei primi mesi del 2005 vengono rimossi, ormai in disarmo e scollegati dalla rete attiva, i suggestivi bifilari in via Garibaldi e in via Manno, compreso quel che rimaneva dell'anello di inversione in piazza Yenne intorno al Monumento a Carlo Felice; in autunno è rimosso anche il tratto, anch'esso scollegato dalla rete, di viale Trento con l'anello di inversione nell'omonima piazza, che fu capolinea dal 1962 al 1968 della linea 11. Stessa sorte per lo scambio che consentiva la svolta a sinistra da via Cocco Ortu a via Baccaredda.
Nel 2007 vengono rimossi prima lo scambio che da via La Vega consentiva la svolta a sinistra in via Piemonte, eredità del vecchio capolinea della linea 7 nella sua prima versione (1953), poi è la volta dei bifilari in via Alghero (retaggio della prima linea 5).
Nel 2009, a causa dell'eliminazione dell'ultimo tratto di via Efisio Cao di San Marco, è smantellato l'ultimo capolinea rimasto, quello a nord, della vecchia linea 7 filoviaria: l'anello di inversione tra piazza Giovanni XXIII e via Sant'Alenixedda.
Nel 2011, con la costruzione della nuova rotatoria in piazza San Benedetto, viene rimosso il doppio bifilare in via Dante Aligheri fino all'incrocio con via Tiziano, che veniva usato come tragitto per il rientro in deposito, sostituito da uno scambio in via San Benedetto per svoltare a sinistra in via Petrarca proseguendo fino a via Cocco Ortu, ricostruendo un pezzo di tratta che fu usato tanti anni prima dalle linee 11 e poi 6.
Fra l'autunno 2012 e l'inizio del 2013, con l'eliminazione dei numerosi tratti di linea aerea ormai inutilizzati da decenni e scollegati dalla rete, rimangono solo le infrastrutture filoviarie in regolare utilizzo in linea e di servizio, allontanando di fatto possibili ripristini di linee già filoviarie o dal passato tramviario, o il prolungamento eventuale delle preesistenti.
Nel 2017, con la costruzione della nuova rotatoria in piazza Costituzione, vengono rimossi i bifilari in precedenza ivi situati, comportanto il momentaneo accantonamento della tratta di servizio da viale Regina Elena (attualmente scollegata dalla rete) fino a via Romagna: da quel momento, i filobus in entrata e uscita dal deposito utilizzano solo il tragitto di servizio nel quartiere di San Benedetto.

## Caratteristiche
La rete filoviaria attiva è composta da 44 km di bifilare, di cui 5 di servizio interno all'azienda e il restante utilizzato per il servizio pubblico su tre linee. Il servizio, la manutenzione della linea aerea e la sua modifica sono gestiti dal CTM - Consorzio Trasporti e Mobilità S.p.A., che ha sede a Cagliari.
La linea aerea è alimentata da quattro sottostazioni di conversione. La principale, che alimenta gran parte della linea urbana, è la stazione di Santa Maria, situata presso il deposito auto-filoviario di viale Ciusa; le altre sottostazioni sono quella di viale Diaz, di San Bartolomeo e di Quartu.

### Percorso
Le linee attive sono tre, di cui una urbana e due suburbane.
- 5 via Vergine di Lluc → via Cinquini. Si tratta di una delle linee centrali. Attraversa la città da sud-est a nord-ovest, partendo dal quartiere di San Bartolomeo e transitando di fronte alla basilica di Bonaria, passando nel viale Bonaria e nella centralissima via Roma e risalendo nel verde viale Merello, per poi scendere verso i quartieri di Is Mirrionis e San Michele. Fu la prima linea filoviaria in esercizio a Cagliari: venne creata nel 1952 e fu anche l'unica linea a non essere mai modificata fino alla primavera del 1990, quando fu modificata nella parte centrale del percorso.
- 30 piazza Matteotti → Selargius → Quartu Sant'Elena → piazza Matteotti. Dalla centrale via Roma risale per via Dante, poi passa da via San Benedetto e viale Marconi, devia per Selargius, attraversa Quartucciu e arriva a Quartu Sant'Elena; a decorrere dal 14 settembre 2022 riprende per Quartucciu e Selargius verso Cagliari. Questa linea nasce, assieme alla ex "gemella" 31, dalle vecchie linee C rosso e C nero, che collegavano Cagliari a Quartu la prima passando per Selargius e Quartucciu, la seconda entrando direttamente a Quartu Sant'Elena e attraversando la città.
- QEX piazza Matteotti → Quartu Sant'Elena → piazza Matteotti. Dal 14 settembre 2022, coi citati lavori nella rotatoria a Quartucciu e l'impossibilità di proseguire l'esercizio filoviario delle linee circolari, la linea 30 viene fatta passare anche al ritorno da Quartucciu e Selargius e la linea 31 viene rinominata QEX (ovvero Quartu EXpress): praticamente un ripristino accorciato della storica C nero, da Cagliari/piazza Matteotti fino a Quartu Sant'Elena/via Brigata Sassari, ma nonostante il nome — dal momento che tale linea effettua tutte le fermate presenti sul tragitto — non si tratta di una linea espressa, ma di una diretta.

Sono inoltre in funzione due tracciati filoviari che partono dal deposito CTM "Santa Maria" e permettono a filobus di entrare in servizio. Il primo tracciato, dal 2017 non impiegato in quanto scollegato dalla rete attiva, inizia alla fine del viale Bonaria e raggiunge il deposito passando per viale Regina Margherita, piazza Costituzione, viale Regina Elena, via La Vega, via Romagna e viale Ciusa. Il secondo tracciato inizia in via Dante/piazza San Benedetto e prosegue fino alla via Cocco Ortu nella carreggiata destra; dalla via Cocco Ortu la filovia raggiunge il deposito CTM passando per via Bacaredda e si ricongiunge all'altra filovia nel viale Ciusa.
Dei numerosi anelli d'inversione di marcia intermedi presenti in origine lungo la rete ne sono rimasti in funzione soltanto due: il primo consente l'inversione di marcia all'incrocio fra il viale Cimitero e il viale Bonaria, per i mezzi in arrivo da via Dante; il secondo permette l'inversione da via Brigata Sassari a Quartu Sant'Elena in direzione Quartucciu a via Cagliari, per i mezzi provenienti dal viale Marconi.

## Flotta

### Dal 1952 al 1962
I primi 9 filobus, giunti nel 1952, erano della serie Fiat 668 Cansa, con equipaggiamento elettrico CGE; furono immatricolati con numeri progressivi da 501 a 509 e furono demoliti nell'estate del 1972, quando a un anno dalla cessazione della linea filoviaria 10 gli furono preferiti i più lunghi (11 metri anziché 10) e capienti filobus successivi. Appena tre anni dopo, nel 1955, in previsione dell'attivazione della linea 6, furono acquistati 11 filobus Fiat 2405 Casaro, immatricolati da 551 a 561; questi mezzi restarono in servizio fino al 1986, quando vennero sostituiti dalla fornitura dei Socimi 8839.
Con l'intensificarsi delle frequenze e l'attivazione della linea 10 si resero necessari ulteriori mezzi, così nel 1957 vennero acquistati altri 6 filobus, i Fiat 2405 Lancia esatau, che furono immatricolati da 562 a 567; questa fornitura di mezzi ebbe un ciclo piuttosto breve, in quanto furono accantonati fin dal 1971, con la soppressione della filovia in Castello.
L'attivazione delle due grandi linee per Quartu resero obbligatorio l'acquisto di ulteriori mezzi; così, nel 1962, giunse la fornitura più grande mai fatta per la rete di Cagliari, con l'arrivo di ben 25 filobus Fiat 2405 Casaro, che furono immatricolati da 568 a 592. Questi mezzi restarono in servizio fino al 1989, quando gli ormai pochi esemplari superstiti vennero dismessi in favore dei più moderni e successivi Inbus F140 e Socimi 8839.

### Anni 1980

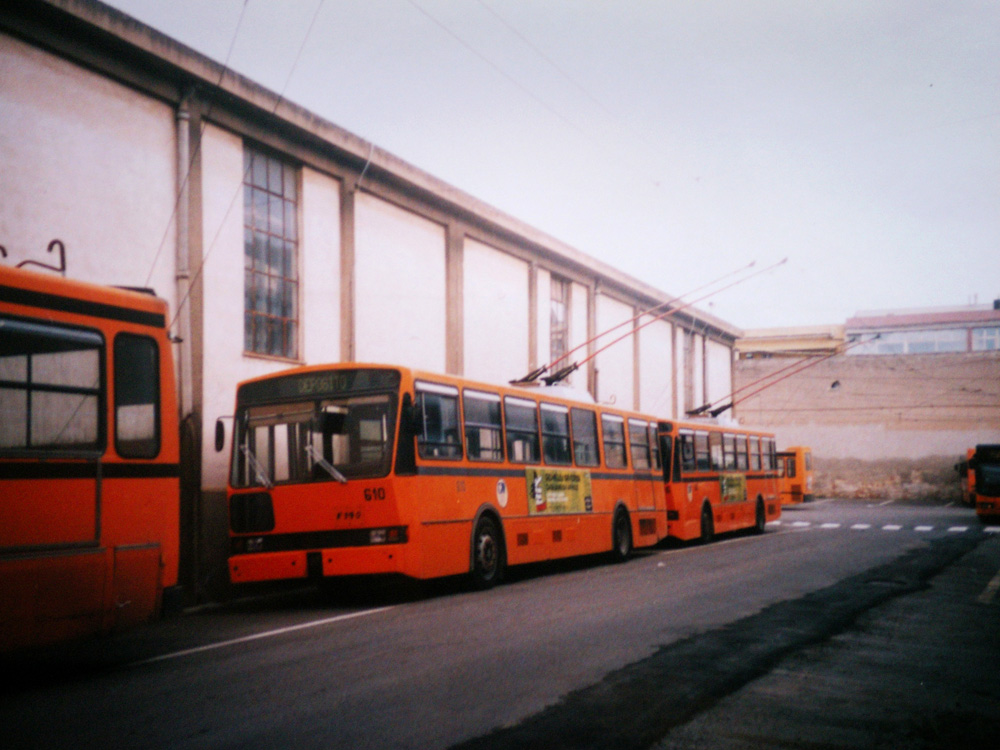
I filobus F140.

Nel 1981 l'ACT, contemporaneamente all'acquisto di 8 autobus U210 da 12 metri, commissionò al consorzio Inbus anche quindici esemplari di filobus: sulla base di quest'ultimo nacquero così i mezzi del modello Inbus F140, l'unico filobus prodotto dal consorzio Inbus, che di fatto erano più lunghi (12 metri contro 11) delle vetture filoviarie allora in servizio, e vennero numerati in deposito con la serie aziendale 601-615, prendendo servizio sulle tre linee filoviarie rimaste in esercizio, la 5, la C rosso e la C nero. In particolare venivano utilizzati specialmente sulle due linee extraurbane.
Pochi anni dopo l'azienda ordinò altri 20 esemplari di filobus, con lo scopo di rimpiazzare completamente il parco filoviario in servizio fino al 1981; nell'autunno del 1986 arrivò un primo esemplare del filobus Socimi 8839 (una versione evoluta del Socimi 8833 prodotto per la città di Modena dall'anno prima): gli venne assegnato il numero 616 e rimase in prova per un breve periodo. Nel corso del 1987 arrivarono i restanti 19 mezzi, numerati fino al 635. Con la loro entrata in servizio, gli ultimi filobus Casaro, ormai vicini ai 30 anni di età e relegati alla linea 5, cessarono la loro attività in via definitiva.

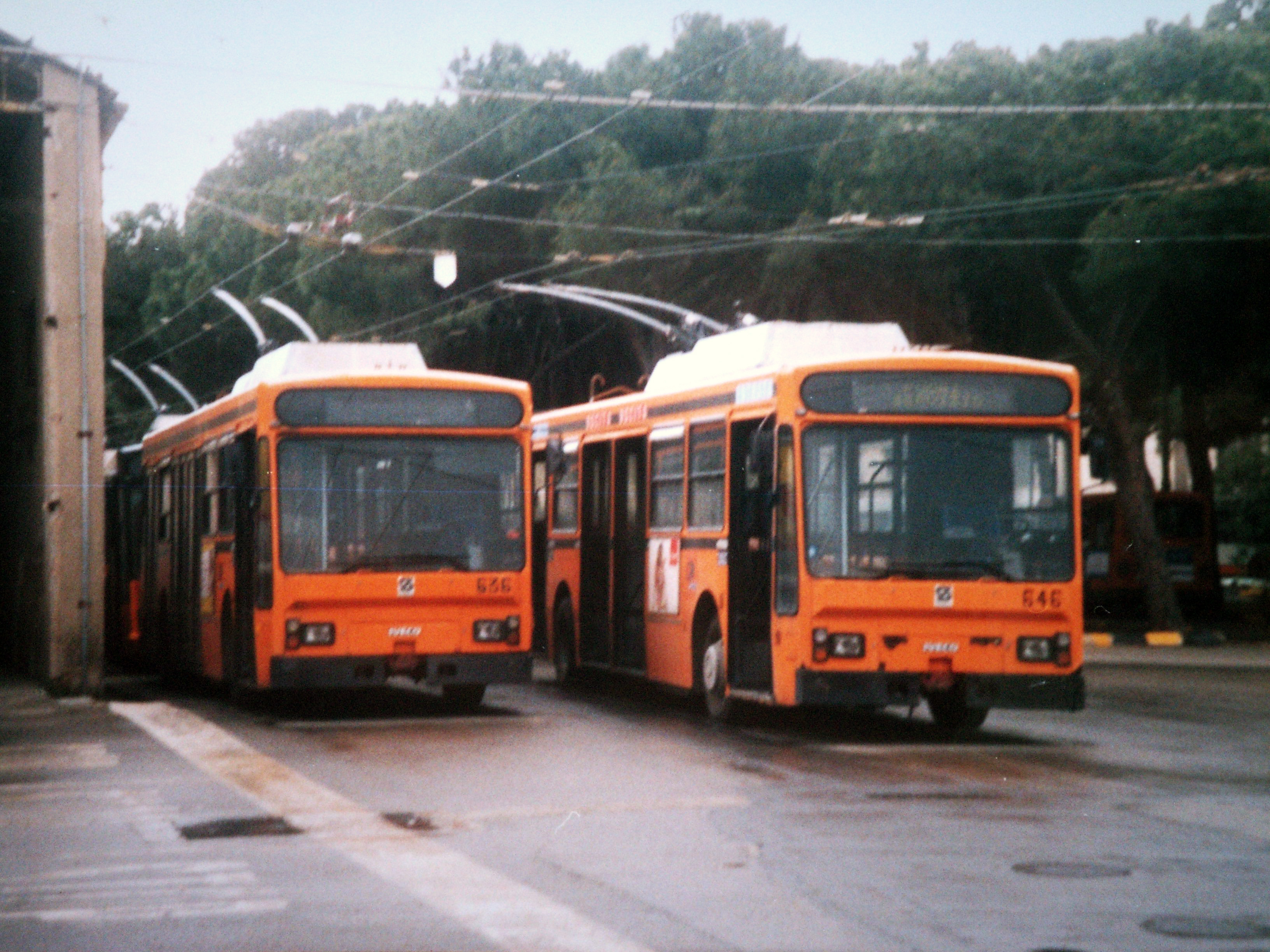
Filobus del modello Socimi 8845.

Questi nuovi mezzi rappresentavano per l'azienda un salto di qualità: in particolare, la marcia autonoma consentiva a questi mezzi di percorrere un breve tratto anche in assenza di bifilari (abbassando le aste) o in caso di mancata alimentazione della linea aerea, evitando così di bloccare la strada, potendosi spostare lateralmente. I vantaggi derivati da questo sistema di funzionamento portarono l'azienda ad acquistare, nel 1991, ulteriori mezzi, ancora una volta dalla Socimi. Il modello che venne prodotto, il Socimi 8845, era un perfezionamento di quello precedente, con l'abbassamento dei gradini sul lato posteriore e con aste in fibra di carbonio dotate di pistone alla base, che consentiva di alzare e abbassare le aste stesse senza bisogno di ricaricare l'arganello della fune. I mezzi del nuovo modello, numerati da 636 a 651, entrarono in servizio l'anno successivo, dopo un'ulteriore revisione.
L'arrivo di questo nuovo modello segnò il declino degli F140: questi filobus, non dotati di marcia autonoma e aventi un servosterzo poco efficace, furono infatti accantonati in gran numero nei primi anni novanta, con l'eccezione di pochi esemplari (604, 606, 608, 610, 614), utilizzati in prevalenza come supplementi, sulle linee C rosso e C nero, divenute in seguito CD e CS. Con la momentanea sospensione del servizio filoviario sulla linea 30 nella primavera 2003, la relativa abbondanza delle più guidabili vetture Socimi a disposizione in deposito portò gli ultimi F140 (da fine anni '90 le sole vetture 606 e 610, migliorate nel servosterzo) rimasti in servizio come vetture supplementari ad essere definitivamente dismessi.

### Dagli anni 2010

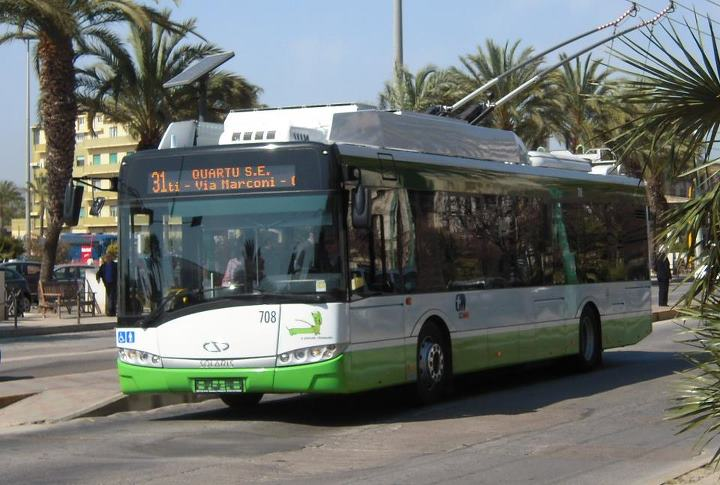
Filobus Solaris Trollino 12, acquistato dal CTM nel 2012.

Nel 2012 furono acquistati 16 nuovi filobus Solaris, portando a un parziale ammodernamento della flotta filoviaria in servizio in città; questi mezzi, che ricevettero le matricole 701-716, sono dotati di un motogeneratore diesel che consente loro di percorrere anche tratti privi di bifilare o qualora venisse a mancare l'alimentazione elettrica sulla rete. Con questi mezzi l'azienda CTM iniziò a utilizzare per i suoi nuovi filobus una livrea distintiva bianco-verde, che verrà in seguito applicata anche ai futuri filobus. I Socimi 8839 vennero così accantonati e demoliti, mentre restò in servizio la gran parte dei Socimi 8845.
Verso la fine del 2015 vennero presentati ulteriori due filobus Solaris Trollino 12, che oltre a un diverso allestimento interno e due sole portine invece di tre, sono dotati di un accumulatore per la marcia autonoma al posto del motogeneratore; questi due mezzi ricevettero le matricole 717 e 718 ed entrarono in servizio nella primavera del 2016. In contemporanea, venne avviato il progetto ZeEus (Zero Emission Urban Bus System), un progetto di ricerca finanziato dall'Unione europea e coordinato dalla UITP (Associazione internazionale delle aziende di trasporto pubblico), volto all'individuazione delle caratteristiche dei veicoli elettrici destinati al trasporto pubblico urbano; il progetto interessa, oltre a Cagliari, anche altre città europee, fra le quali Barcellona, Londra, Parigi, Stoccolma e Varsavia. Questo progetto comportava sperimentazioni dal marzo 2016 al marzo 2017 e a Cagliari vide impiegati tutti i nuovi filobus in servizio sulla linea 5, che durante i mesi estivi venne prolungata fino al Poetto (linea 5_ZE), coprendo in autonomia i tratti privi di bifilare. Altra conseguenza dell'attivazione del progetto ZeEus fu l'utilizzo dei filobus anche la domenica e nei giorni festivi, evento che a Cagliari non aveva luogo dagli anni settanta.
Durante l'estate del 2016, dopo svariati test, furono abilitati all'esercizio altri 14 nuovi filobus, i Van Hool A330T; di questi, i primi 10 (immatricolati da 719 a 728) sono dotati di motogeneratore diesel, mentre gli altri 4 (da 729 a 732) equipaggiano un accumulatore. Questi nuovi filobus completarono così il ricambio dei mezzi floviari in dote al CTM, dismettendo definitivamente i Socimi 8845 a partire dal luglio 2016.

### Riepilogo

#### Demoliti
- Fiat 668 Cansa (9 filobus, matricole dalla 501 alla 509), in servizio dal 1952 all'estate del 1972
- Fiat 2405 Casaro (11 filobus, matricole dalla 551 alla 561), in servizio dal 1955 al 1986. L'unico esemplare rimasto, n. 552, è conservato al Museo nazionale trasporti a La Spezia.
- Fiat 2405 Lancia esatau (6 filobus, matricole dalla 562 alla 567), in servizio dal 1957 al 1971.
- Fiat 2405 Casaro (25 filobus, matricole dalla 568 alla 592), in servizio dal 1962 al 1989.
- Inbus F140 (15 filobus, matricole dalla 601 alla 615), in servizio dal 1981 al 2003. Demoliti nel 2008.
- Socimi 8839 (20 filobus, matricole dalla 616 alla 635), in servizio dal 1986 al giugno 2012. Accantonati e demoliti.
- Socimi 8845 (16 filobus, matricole dalla 636 alla 651), in servizio dal 1991 al giugno 2016. Accantonati e in parte demoliti.

#### In servizio
- Škoda 26Tr Solaris (16 filobus, matricole dalla 701 alla 716), con motogeneratore diesel; in servizio da marzo 2012, tutti in servizio.
- Škoda 26Tr Solaris (2 filobus, matricole dalla 717 alla 718), con accumulatore; in servizio da marzo 2016, tutti in servizio.
- Van Hool A330T (10 filobus, matricole dalla 719 alla 728), con motogeneratore diesel; in servizio da luglio 2016, tutti in servizio.
- Van Hool A330T (4 filobus, matricole dalla 729 alla 732), con accumulatore; in servizio da agosto 2016, tutti in servizio.